# 萨拉·西梅奥尼
萨拉·西梅奥尼（義大利語：Sara Simeoni，1953年4月19日—），意大利女子田径运动员。她曾代表意大利参加1972年、1976年、1980年和1984年夏季奥林匹克运动会田径比赛，共获得一枚金牌和二枚银牌。